# Chaunté Howard Lowe
Chaunté Howard Lowe, född Chaunté Howard den 12 januari 1984 i Templeton i Kalifornien, är en amerikansk friidrottare som vann silver i höjdhopp vid friidrotts-VM, 2005 i Helsingfors, med höjden 2,00 meter. Dessutom vann hon brons vid friidrotts-VM inomhus i Doha 2010 med 1,98 meter. Den 26 juni 2010 satte hon amerikanskt utomhusrekord med 2,05 meter.
Chaunté Howard Lowe är sedan 2005 gift med trestegshopparen Mario Lowe.